# Джордж Ширінг
Сер Джордж Ширінг (англ. Sir George Shearing, OBE; 13 серпня 1919, Лондон — 14 лютого 2011, Нью-Йорк) — джазовий піаніст-віртуоз і композитор.

## Біографія
Джордж Ширінг народився в Лондоні 13 серпня 1919 року в робітничій сім'ї, він був молодшим з дев'яти дітей. З народження майбутній віртуоз був сліпим. Грі на фортепіано Ширінг почав навчатися з трьох років, проте вищої музичної освіти не отримав, натомість грав в місцевих пабах.
У 1947 році Ширінг емігрував до США, де прославився як видатний джазовий піаніст. Саме в Америці у 1949 році він зібрав перший «Квінтет Джорджа Ширінга», що складався з фортепіано, гітари, віброфону (ударний інструмент), басів і барабанів і з яким записувався на найбільших американських лейблах. Особливою фішкою Ширінга стала гра в техніці зв'язаних рук, в якій музикант досяг неперевершеної досконалості. Цей прийом гри передбачає паралельний рух рук по клавіатурі, при якому ліва рука повторює мелодію, виконувану правою рукою, тільки на октаву нижче. У 1949 році Квінтет Ширінга виконав композицію September in the rain (Дощовий вересень), яка стала першим хітом групи, а широку популярність їй принесла колискова Lullaby of Birdland (Колискова Пташиного острова). Платівки розходилися сотнями тисяч копій, а музикант став постійним гостем популярних телепрограм. Всього на рахунку Ширінга понад 300 творів, багато з яких в період з 1950-х по 1990-і роки потрапляли в американські чарти.
Однією з найвідоміших композицій Ширінга стала «Lullaby of Birdland», присвячена легендарному саксофоністу Чарлі Паркеру. Пісню згодом виконували багато видатних вокалістів, зокрема Елла Фітцджеральд. Сам Ширінг стверджував, що успіх «Lullaby of Birdland» — це вражаюча випадковість.
У 1978 році квінтет розпався, проте кар'єра Дж. Ширінга на цьому не закінчилася. Він продовжував грати, кілька разів номінувався на «Греммі», а його композиції незмінно опинялися в чартах Billboard. Концертну діяльність він не припиняв аж до 2000-х років. Остання його платівка вийшла в 2006 році. Протягом життя Джордж Ширінг встиг співпрацювати з рядом легендарних музикантів, серед яких — Нет Кінг Коул і Біллі Екстайн. Музикант двічі удостоювався премії «Греммі», а в 2007 році був посвячений у лицарі Британської імперії за видатні заслуги в галузі музики.
Помер у віці 91 року в Нью-Йорку від гострої серцевої недостатності.
Американський письменник Джек Керуак присвятив Ширінгу кілька пасажів у своєму романі На дорозі, що став біблією для покоління біт.

## Дискографія
- 1947: Piano Solo — Savoy
- 1949: Midnight on Cloud 69 — Savoy
- 1949: George Shearing Quintet — Discovery
- 1950: You're Hearing the George Shearing Quartet — MGM
- 1951: An Evening with the George Shearing Quintet
- 1951: Souvenirs — London
- 1951: Touch of Genius — MGM
- 1952: I Hear Music — Metro
- 1955: Shearing Caravan — MGM
- 1955: Shearing in Hi Fi — MGM (разом з Тутсом Тілемансом)
- 1955: The Shearing Spell — Capitol (разом з Тутсом Тілемансом)
- 1956: Latin Escapade — Capitol
- 1956: Black Satin — Capitol (T858)
- 1956: By Request — London
- 1956: Velvet Carpet — Capitol
- 1957: Shearing on Stage — Capitol
- 1958: Blue Chiffon — Capitol
- 1958: Burnished Brass — Capitol
- 1958: Latin Lace — Capitol (разом з Тутсом Тілемансом)
- 1958: George Shearing on Stage! — Capitol
- 1958: Latin Affair — Capitol
- 1958: In the Night with Dakota Staton — Capitol
- 1959: Satin Brass — Capitol
- 1959: Satin Latin — MGM
- 1959: Beauty and the Beat! (with Peggy Lee) — Capitol (разом з Тутсом Тілемансом)
- 1960: San Francisco Scene — Capitol
- 1960: On the Sunny Side of the Strip — GNP (разом з Тутсом Тілемансом)
- 1960: The Shearing Touch — Capitol (T1472)
- 1960: White Satin — Capitol
- 1961: George Shearing and the Montgomery Brothers — Jazz
- 1961: Mood Latino — Capitol
- 1961: Nat King Cole Sings/George Shearing Plays (with Nat King Cole) — Capitol
- 1961: Satin Affair — Capitol
- 1961: The Swingin's Mutual! (with Nancy Wilson) — Capitol
- 1962: Concerto For My Love — ST-1755 Capitol
- 1962: Jazz Moments — Blue Note
- 1962: Shearing Bossa Nova — Capitol
- 1962: Soft and Silky — MGM
- 1962: Smooth & Swinging — MGM
- 1963: Touch Me Softly — Capitol
- 1963: Jazz Concert — Capitol
- 1963: Rare Form — Capitol
- 1963: Old Gold and Ivory — Capitol
- 1963: Latin Rendezvous — Capitol
- 1964: Out of the Woods — Capitol
- 1964: Deep Velvet — Capitol
- 1966: That Fresh Feeling — Capitol
- 1969: In the Mind — Capitol
- 1970: Out of This World (Sheba Records)
- 1971: The Heart and Soul of George Shearing and Joe Williams (Sheba)
- 1972: As Requested (Sheba)
- 1972: Music to Hear (Sheba)
- 1972: The George Shearing Quartet (Sheba)
- 1973: GAS (Sheba)
- 1973: The George Shearing Trio, Vol. 1
- 1974: Light Airy and Swinging — MPS/BASF
- 1974: My Ship — MPS/BASF
- 1974: The Way We Are — MPS/BASF
- 1975: Continental Experience — MPS/BASF
- 1976: The Many Facets of George Shearing — MPS/BASF
- 1976: The Reunion — MPS/BASF (with Stephane Grappelli)
- 1977: Windows — MPS/BASF
- 1977: 500 Miles High — MPS/BASF
- 1977: Feeling Happy — MPS/BASF
- 1979: Getting in the Swing of Things — MPS/BASF
- 1979: Live — Concord Jazz
- 1979: Blues Alley Jazz (Live) — Concord Jazz
- 1979: Concerto for Classic Guitar and Jazz Piano — Angel
- 1980: Two for the Road (with Carmen McRae) — Concord
- 1980: In Concert at the Pavilion — Concord Jazz
- 1980: On a Clear Day — Concord Jazz
- 1981: Alone Together — (with Marian McPartland) Concord Jazz
- 1981: First Edition — Concord Jazz
- 1982: An Evening with George Shearing & Mel Tormé (Live, with Mel Tormé)
- 1983: Top Drawer — Concord Jazz (Live, with Mel Tormé)
- 1984: Live at the Cafe Carlyle — Concord
- 1985: An Elegant Evening — Concord Jazz (with Mel Tormé)
- 1985: Grand Piano — Concord Jazz
- 1986: Plays Music of Cole Porter — Concord
- 1986: More Grand Piano — Concord Jazz
- 1987: A Vintage Year — Concord Jazz (Live, with Mel Tormé)
- 1987: Breakin' Out — Concord Jazz
- 1987: Dexterity — Concord Jazz (Live, featuring Ernestine Anderson)
- 1988: The Spirit of 176 — Concord Jazz (with Hank Jones)
- 1988: Perfect Match — Concord Jazz (with Ernestine Anderson)
- 1989: George Shearing in Dixieland — Concord
- 1989: Piano — Concord Jazz
- 1990: Mel and George «Do» World War II — Concord (Live, with Mel Tormé)
- 1991: Get Happy! — EMI Classics
- 1992: I Hear a Rhapsody: Live at the Blue Note — Telarc (Live)
- 1992: Walkin': Live at the Blue Note — Telarc (Live)
- 1992: How Beautiful Is Night — Telarc
- 1994: That Shearing Sound — Telarc
- 1994: Great Britain's Marian McPartland & George Shearing — Savoy Jazz
- 1994: Cocktail for Two — Jazz World
- 1995: Paper Moon: Songs of Nat King Cole
- 1997: Favorite Things — Telarc
- 1998: Christmas with The George Shearing Quintet — Telarc
- 2000: Just for You: Live in the 1950s — Jazz Band
- 2001: Live at the Forum, Bath 1992 — BBC Legends (Live)
- 2001: Back to Birdland — Telarc (Live)
- 2002: The Rare Delight of You (with John Pizzarelli) — Telarc
- 2002: Pick Yourself Up — Past Perfect
- 2002: Here and Now. New Look — with G.S. Quintet and String Choir
- 2004: Like Fine Wine — Mack Avenue
- 2005: Music to Hear — Koch
- 2005: Hopeless Romantics (with Michael Feinstein) — Concord
- 2006: Live Jazz from Club 15 — Request (Live)
- 2006: Swinging in a Latin Mood — Universal